# 米拉 (昆卡省)
米拉，是西班牙卡斯蒂利亚-拉曼恰昆卡省的一个市镇。总面积213平方公里，总人口1143人（2001年），人口密度5人/平方公里。